# Gli spaccapietre
Gli spaccapietre (Les Casseurs de pierres) era un dipinto ad olio su tela (159x259 cm) realizzato nel 1849 da Gustave Courbet. L'opera, che era conservata nella Gemäldegalerie di Dresda, finì distrutta durante la seconda guerra mondiale.

## Descrizione
Gli spaccapietre raffigura con crudo realismo un vecchio operaio mentre spacca le pietre a colpi di martello, così da ricavarne pietrisco, aiutato da un garzone che regge una pesante cesta di ciottoli già lavorati. Dei due uomini, il più giovane, a sinistra, è raffigurato di spalle in piedi, il più anziano invece è genuflesso e raffigurato di profilo. Le due figure si stagliano nitide su un aspro paesaggio montano che si distribuisce uniformemente per tutto lo sfondo, venendo interrotto solo da uno scorcio del cielo, in alto a destra. La povertà dei due uomini, oltre che materiale (rimanendo fedele ai canoni del Realismo, Courbet indaga fino in fondo le due figure, ritraendone le calze bucate, il panciotto lacerato, gli zoccoli consunti, le toppe sulle maniche della camicia), è anche psicologica: infatti non è mostrato il volto dei due uomini, come se queste due figure esistessero solo per il lavoro che fanno, faticoso e ripetitivo.
Courbet, con l'esecuzione de Gli spaccapietre, intendeva realizzare un'opera di denuncia sociale della fatica del lavoro, introducendo nello scenario artistico francese temi come la povertà, la precarietà della vita, e soggetti fino a quel momento considerati indegni di raffigurazione. Per questo motivo, il dipinto suscitò aspre polemiche da parte del pubblico: non solo per l'inserimento di documenti etnografici nel campo dell'arte e per la natura spiccatamente polemica dello stile di Courbet, bensì anche per l'aderenza al vero che trascurava le esigenze del decoro, contro i canoni estetici di allora infatti non vi è né una simmetria tra le due figure né la linea dell'orizzonte, oscurata dalle montagne, e l'asse verticale risulta troppo decentrato a destra.